# Hôtel du 120 rue du Bac

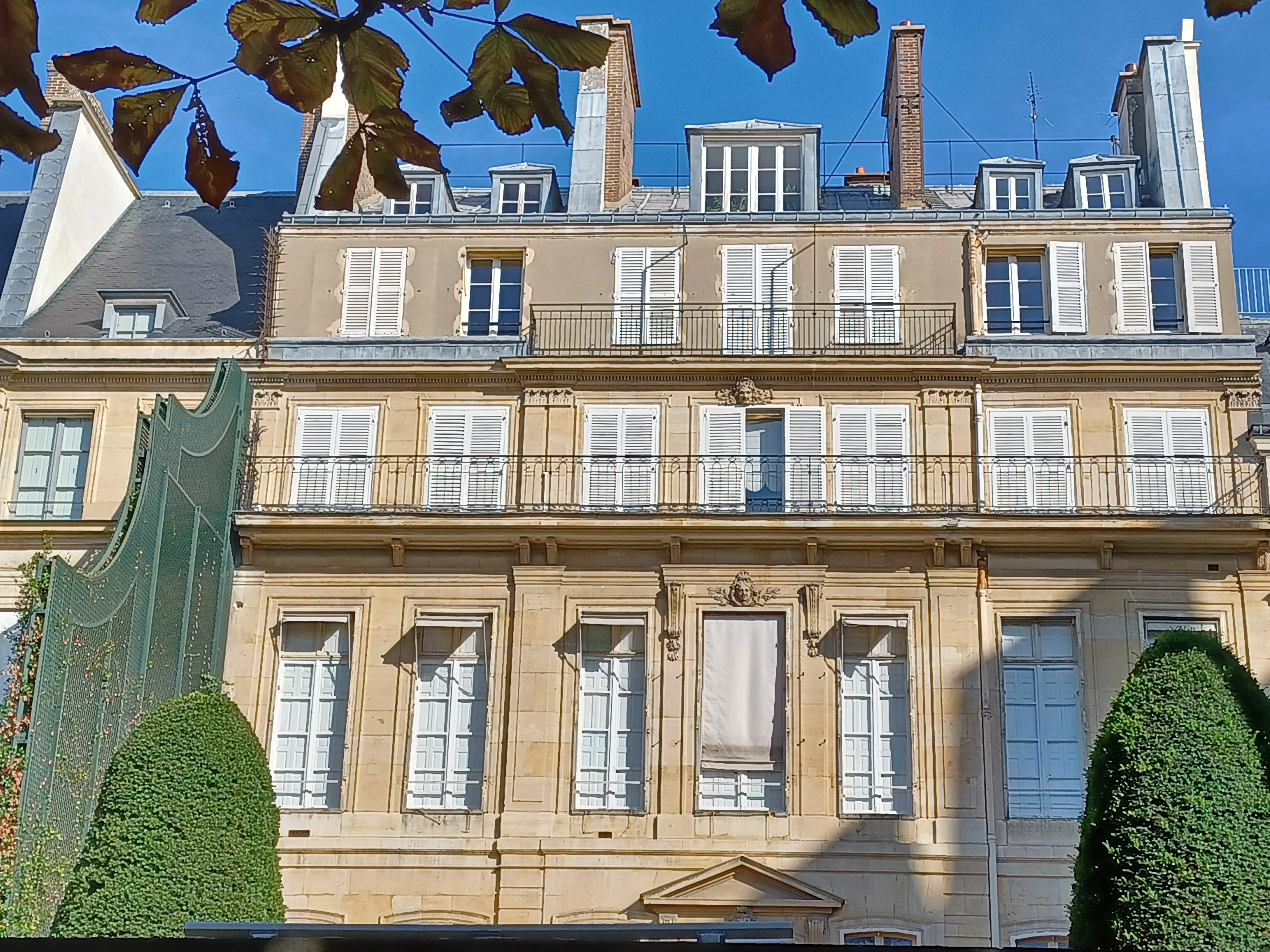
Façade arrière de l'hôtel.

L’hôtel du 120 rue du Bac est un hôtel particulier situé à Paris en France.

## Localisation
Il est situé au 120 rue du Bac, dans le 7e arrondissement de Paris.

## Histoire
Cet hôtel est construit dans le XVIIe siècle pour un noble. 
L'hôtel voisin (no 118) dit de Clermont-Tonnerre, est identique. Il a également été édifié de 1713 à 1715 par l'architecte Claude-Nicolas Lepas-Dubuisson et décoré par les sculpteurs Dupin et Toro.
À la Révolution, les deux hôtels sont confisqués, puis vendus au début du siècle suivant.
François-René de Chateaubriand s'y est installé en 1838 et y est mort le 4 juillet 1848. Une plaque commémorative lui rend hommage.
Ce bâtiment fait l’objet d’une inscription au titre des monuments historiques depuis le 10 mai 1926.
Jean-Georges Rueff (consul, collectionneur, antiquaire, marchand d’art, poète, homme d’affaires) et sa femme Marie-Paule ont habité cet hôtel dans les années 1950.

## Galerie

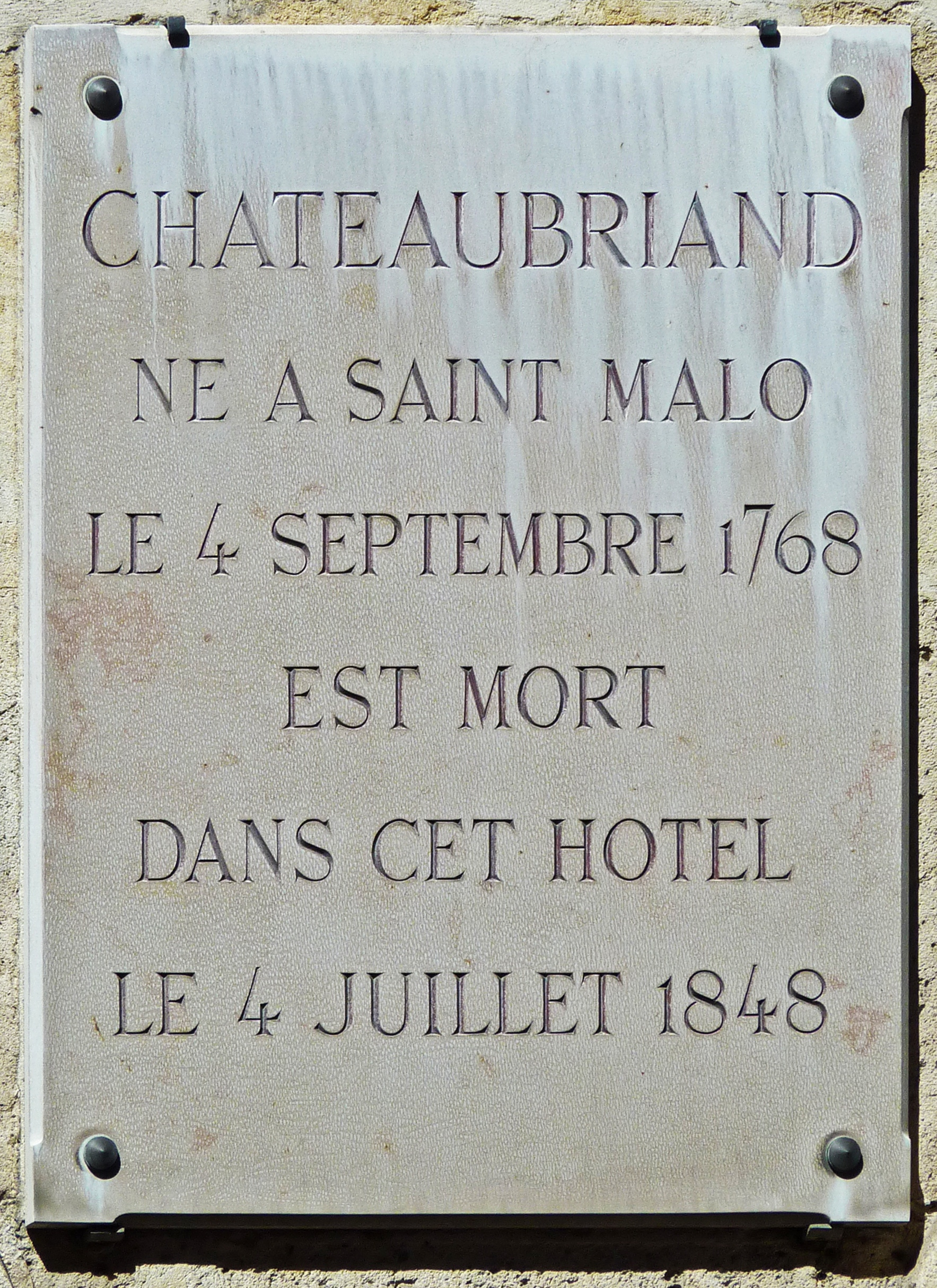
Plaque commémorative Chateaubriand.